# Pont Sidi M’Cid
Die Pont Sidi M’Cid (auch Pont Sidi M’Sid, Passerelle Sidi M’Cid) ist eine kombinierte Schrägseil- und Hängebrücke in Constantine (Algerien), die den nördlichen Teil der Altstadt beim Militärhospital über den Oued Rhumel hinweg mit dem Stadtteil Sidi M’Cid und dem dort gelegenen Benbadis-Universitätskrankenhaus verbindet. Mit nur einer Fahrspur und zwei schmalen Gehwegen ist sie für Pkw und Fußgänger zugelassen.

## Beschreibung
Die Brücke wurde ursprünglich als Passerelle bezeichnet, was auf eine Fußgängerbrücke schließen lässt, um die Finanzierung für den Zugang zu dem Krankenhaus zu erleichtern. Sie wurde in den Jahren 1909 bis 1912 nach den Plänen des französischen Ingenieurs Ferdinand Arnodin erbaut und am 19. April 1912 in Anwesenheit hoher französischer Politiker eröffnet, dem gleichen Tag, an dem auch die Pont Sidi Rached eröffnet wurde.
Die Brücke überspannt die tief eingeschnittene Schlucht des Oued Rhumel kurz vor ihrem Ausgang in einer Höhe von 175 m und war damit die höchste Brücke der Welt bis zur Eröffnung der Royal Gorge Bridge in Colorado, USA im Jahre 1929. Sie war lange ein touristischer Anziehungspunkt in ganz Algerien. Sie bietet eine faszinierende Sicht auf die nur 300 m entfernte, noch tiefer liegende Pont des chutes (Wasserfallbrücke) und die Wasserfälle, über die der Rhumel den historischen Stadtbereich verlässt. Dahinter dehnt sich die weite Hügellandschaft in der Umgebung von Constantine. Auf den Felsen über der Brücke steht das Monument aux morts, eine Gedenkstätte zu Ehren der Toten des Ersten Weltkriegs. Auf einem Absatz in der Schlucht verläuft die Rue de la Corniche bzw. N 3. Darunter ist noch die Naturbrücke aus vorgeschichtlicher Zeit zu sehen, als der Rhumel das Felsplateau unterirdisch durchquerte und die Schlucht erst mit dem nach und nach erfolgenden Einsturz der Decke des Wasserlaufs entstand.

## Technische Einzelheiten
Die (ohne die Rückverankerung) 164 m lange und 5,70 m breite Brücke bietet von weitem den Anblick einer klassischen Hängebrücke. An beiden Enden der Brücke stehen gemauerte, im oberen Drittel zu einem Portal verbundene Pylone, über die die  Tragseile  verlaufen, die aus jeweils sechs einzelnen, nebeneinander liegenden Seilen bestehen. Diese Tragseile sind jedoch nur im mittleren Teil durch senkrechte Hänger mit der Brückentafel verbunden. Die beiden äußeren Enden der Brückentafel werden durch je sechs Schrägseile stabilisiert, die etwas unterhalb der Tragseile über die Pylone geführt und ebenso rückverankert sind.
Diese Kombination einer Hängebrücke mit Schrägseilen ist selten. Sie wurde von Arnodin zur Versteifung der Brückentafel eingeführt, um Schwingungen zu vermeiden, die durch den Wind oder die Benutzung der Brücke entstehen könnten. Andere Beispiele sind die 1849 eröffnete Wheeling Suspension Bridge über den Ohio River und die Brücken von John Augustus Roebling, der sehr auf die Steifigkeit seiner Brücken achtete (z. B. Niagara Falls Suspension Bridge (1855), Cincinnati-Covington Bridge (1867) und seine Brooklyn Bridge (1883)).
Die Pont Sidi M’Cid wurde mehrfach überholt, zuletzt wurden im Jahre 2000 einige Seile erneuert.